# Adelpha milleri
Adelpha milleri is een vlinder uit de onderfamilie Limenitidinae van de familie Nymphalidae. De wetenschappelijke naam van de soort werd gepubliceerd in 1976 door Carlos Rommel Beutelspacher.